# Jon Bernthal

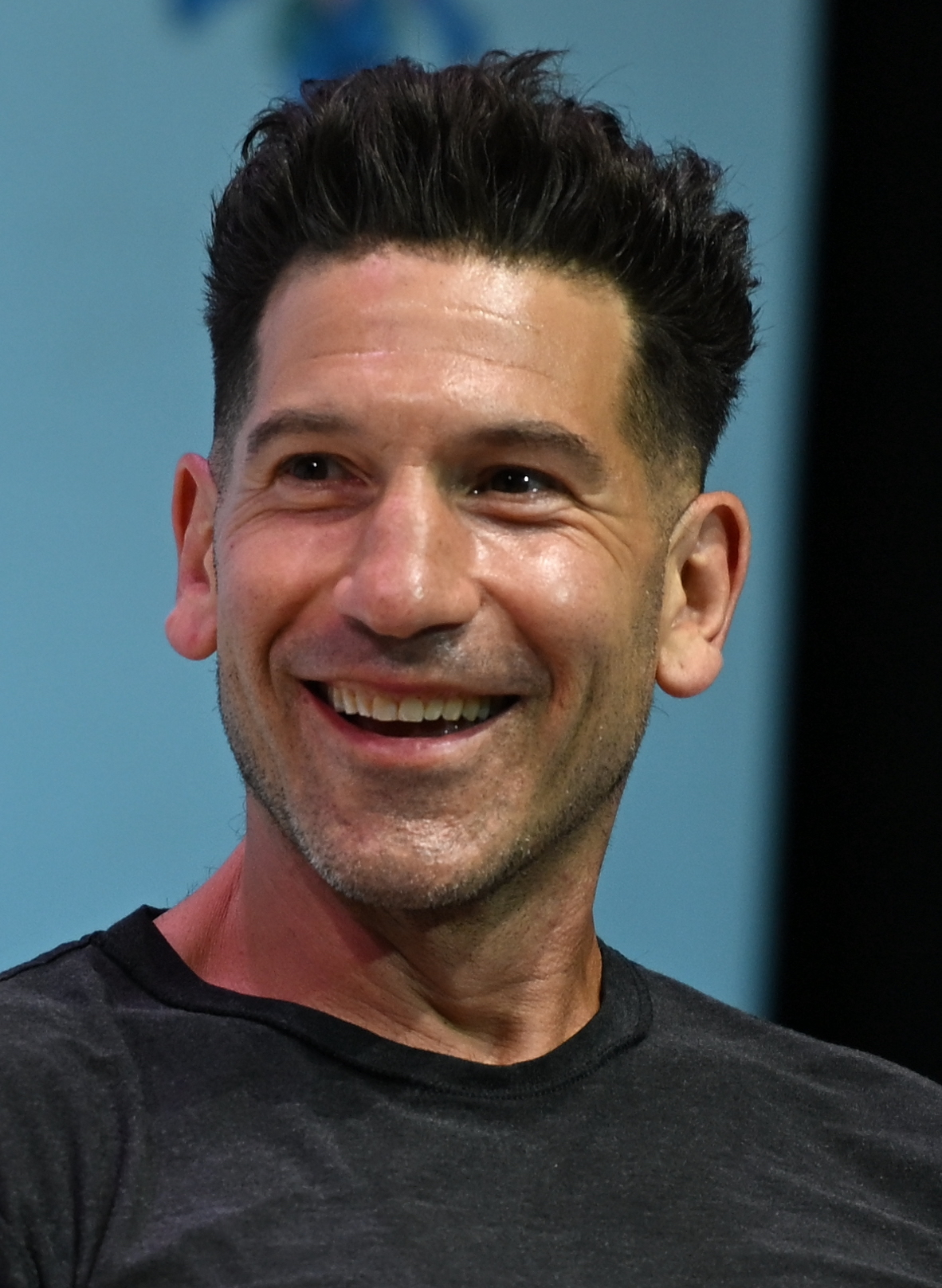
Jon Bernthal (2024)

Jonathan Edward „Jon“ Bernthal (* 20. September 1976 in Washington, D.C.) ist ein US-amerikanischer Schauspieler, der unter anderem eine Hauptrolle in der AMC-Fernsehserie The Walking Dead spielte.

## Leben
Jon Bernthal wurde in Washington, D.C. geboren, wo er auch aufwuchs und die Sidwell Friends School besuchte. Danach studierte er am Skidmore College, gefolgt vom Tschechow-Kunsttheater in Moskau, Russland, wo er auch professionelles Baseball in der europäischen Profi-Baseball-Föderation spielte. Danach absolvierte er das Institute for Advanced Theater Training am American Repertory Theater in Cambridge (Massachusetts). Bei dem zur Harvard University gehörenden Theater machte Jon Bernthal 2002 schließlich seinen Master of Fine Arts. Nachdem Bernthal seine Baseballkarriere beendet hatte, begeisterte er sich für den Kampfsport Boxen und wurde so zu einem Hobbyboxer.
Jon Bernthal ist der Sohn von Joan Lurie und Eric Lawrence „Rick“ Bernthal, der von Beruf Anwalt bei Latham & Watkins ist. Sein Großvater väterlicherseits, Murray Bernthal, war Musiker und auch Produzent. Er hat zwei Brüder (Nicholas Matthew Bernthal und Thomas Bernthal) und seine Familie ist jüdischer Abstammung, die von München auswanderte und deren Wurzeln nach Österreich, Russland, Polen und Litauen zurückreichen. Er ist der Cousin von Adam Schlesinger und mit der Nichte von Kurt Angle verheiratet. Bernthal hat mit Erin Angle zwei Söhne und eine Tochter (* August 2011, * Februar 2013, * Februar 2015). Zurzeit lebt er mit seiner Familie in Venice in Los Angeles. 2011 gründete Jon zusammen mit seinem Bruder Nicholas die Non-Profit-Organisation Drops Fill Buckets.

## Karriere
Seit seinem Abschluss im Jahr 2002 trat Bernthal in mehr als 30 regionalen und Off-Broadway-Theaterstücken auf, darunter viele mit seiner eigenen preisgekrönten Theatergruppe Fovea Floods. Unter anderem war Bernthal an Theatern in Los Angeles, New York City, Portland (Maine) und Washington, D.C. engagiert. So spielte er zum Beispiel die Hauptrolle des Arturo Ui in dem Theaterstück Der aufhaltsame Aufstieg des Arturo Ui von Bertolt Brecht am Portland Stage Company Theater. Weiters war er in L.A. am Rogue Machine Theatre und am Geffen Playhouse tätig. In New York wirkte er mit der Signature Theatre Company in einigen Stücken mit sowie am Studio Theatre in seiner Geburtsstadt Washington.
Jon Bernthals Filmkarriere begann 2002 mit dem Film Mary/Mary, in dem er die Hauptrolle des Manny spielte. Ebenfalls wirkte er 2002 in der Fernsehserie Criminal Intent – Verbrechen im Visier mit. Darauf folgten einige weitere Gastauftritte in verschiedenen Fernsehserien wie How I Met Your Mother, Boston Legal, Without a Trace – Spurlos verschwunden und Law & Order: Special Victims Unit. Von 2006 bis 2007 spielte er in der CBS-Sitcom The Class mit. Hier spielte Bernthal die Rolle des Duncan Carmello, mit der er erste Bekanntheit in der Öffentlichkeit erlangte. 2006 hatte er eine Nebenrolle in dem Film World Trade Center sowie 2007 in dem Liebesdrama The Air I Breathe – Die Macht des Schicksals. Darauf folgte eine weitere Hauptrolle in der Fernsehserie Eastwick und die Nebenrolle des Al Capone an der Seite von Hauptdarsteller Ben Stiller in dem Spielfilm Nachts im Museum 2 (2009).
Im März 2010 bekam Bernthal eine Hauptrolle in der Fernsehserie The Walking Dead, der Adaption des gleichnamigen Comics, die von Frank Darabont umgesetzt wurde. Durch die für den Golden Globe Award nominierte Serie erlangte Jon Bernthal große Bekanntheit in der Filmindustrie. Nach seinem Abgang aus der Fernsehserie im Jahr 2012 hatte er in der darauffolgenden Staffel noch einmal einen Gastauftritt. Danach erhielt Bernthal zwei Hauptrollen in den Filmen Snitch – Ein riskanter Deal und Zwei vom alten Schlag. 

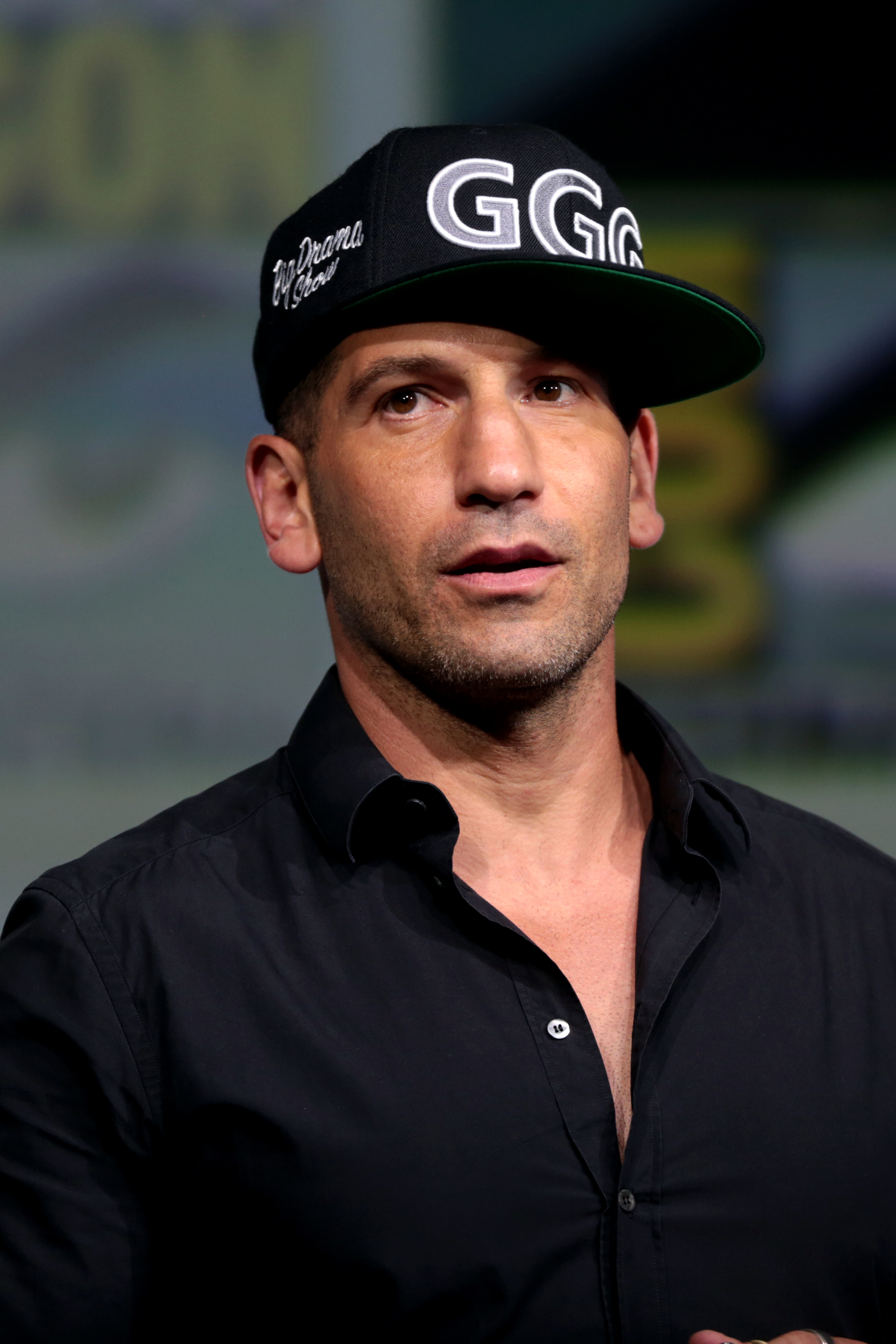
Jon Bernthal auf der San Diego Comic-Con (2017)

Nachdem Frank Darabont wegen Differenzen mit dem Sender AMC The Walking Dead verlassen hatte, entwickelte er die Fernsehserie Mob City, die im Dezember 2013 Premiere feierte. Hierbei engagierte Darabont Jon Bernthal für die Hauptfigur des Joe Teague. Im gleichen Jahr war Bernthal auch in Martin Scorseses The Wolf of Wall Street in einer Nebenrolle zu sehen. 2014 folgte für ihn eine weitere Hauptrolle neben Brad Pitt, Shia LaBeouf, Logan Lerman und Michael Peña in dem Kriegsfilm Herz aus Stahl. Im Jahr darauf spielte er diverse Nebenrollen, unter anderem in dem Independent-Film Ich und Earl und das Mädchen sowie in We Are Your Friends und dem Krimi-Thriller Sicario des Regisseurs Denis Villeneuve mit Emily Blunt in der Hauptrolle. Außerdem war er in der von HBO produzierten Miniserie Show Me a Hero zu sehen. 2016 übernahm er die Rolle des Punishers in der Serie Marvel’s Daredevil. Ein Spin-off zu der Serie, das sich nur seiner Rolle widmet, startete im November 2017 unter dem Titel Marvel’s The Punisher und lief für zwei Staffeln. 2025 kehrte er im Rahmen der Serie Daredevil: Born Again in seine Rolle zurück; im Folgejahr soll er die Figur ein weiteres Mal in einem Fernseh-Special spielen, bei welchem er zudem als Co-Autor fungiert.
Seit Januar 2022 ist Bernthal der Host des YouTube-Kanals The Real Ones, einem Podcast, der sich auf die Erlebnisse von Veteranen, Soldaten, Polizisten und auch sozial geächteten Personen konzentriert und ihnen eine Plattform gibt, auf der sie über ihre inneren Dämonen reden können. Unter anderem war Shia LaBeouf, ein enger Freund Bernthals, zu Gast und sprach mit ihm über seine Erfahrungen als gewalttätiger Ehemann und Vater. Auch der Onkel seiner Frau, der WWE-Wrestler Kurt Angle, war in einer Episode vertreten. Der Podcast erfreut sich großer Beliebtheit, Bernthal erhielt viel Lob für sein Engagement.
Bernthal fungierte als Modell und englischsprachiger Synchronsprecher des Charakters Cole D. Walker in dem im Mai 2019 veröffentlichten spielbaren Inhalt „Operation Oracle“ von Tom Clancy’s Ghost Recon Wildlands. Das Update diente als Überführung zu der im Oktober 2019 veröffentlichten Fortsetzung Tom Clancy’s Ghost Recon Breakpoint, in der Bernthal als Walker die Rolle des Hauptantagonisten übernahm.
Die deutsche Synchronisation Bernthals wird, seit Marvel's Daredevil, vorwiegend von Martin Kautz übernommen.

## Filmografie (Auswahl)

### Filme
- 2001: Mary/Mary
- 2006: World Trade Center
- 2007: The Air I Breathe – Die Macht des Schicksals (The Air I Breathe)
- 2007: Day Zero
- 2008: A Line in the Sand
- 2008: Bar Starz
- 2009: Nachts im Museum 2 (Night at the Museum: Battle of the Smithsonian)
- 2010: Der Ghostwriter (The Ghost Writer)
- 2010: Date Night – Gangster für eine Nacht (Date Night)
- 2011: Rampart – Cop außer Kontrolle (Rampart)
- 2013: Snitch – Ein riskanter Deal (Snitch)
- 2013: Zwei vom alten Schlag (Grudge Match)
- 2013: The Wolf of Wall Street
- 2014: Herz aus Stahl (Fury)
- 2015: Ich und Earl und das Mädchen (Me and Earl and the Dying Girl)
- 2015: Sicario
- 2015: We Are Your Friends
- 2016: Justice League vs. Teen Titans
- 2016: The Accountant
- 2016: The Escape (Kurzfilm)
- 2017: Shot Caller
- 2017: Wind River
- 2017: Sweet Virginia
- 2017: Baby Driver
- 2017: Gottes Wege sind blutig (Pilgrimage)
- 2018: Widows – Tödliche Witwen (Widows)
- 2019: The Peanut Butter Falcon
- 2019: Le Mans 66 – Gegen jede Chance (Ford v Ferrari)
- 2021: They Want Me Dead (Those Who Wish Me Dead)
- 2021: King Richard
- 2021: Small Engine Repair
- 2021: The Many Saints of Newark
- 2021: The Unforgivable
- 2022: Sharp Stick
- 2023: Origin
- 2025: The Accountant 2
- 2025: The Amateur

### Serien
- 2002: Criminal Intent – Verbrechen im Visier (Law & Order: Criminal Intent, Folge 2x06)
- 2004: Boston Legal (Folge 1x07)
- 2004: Without a Trace – Spurlos verschwunden (Without a Trace, Folge 2x24)
- 2005: How I Met Your Mother (Folge 1x02)
- 2005: Law & Order: Special Victims Unit (Folge 6x23)
- 2005: CSI: Miami (zwei Folgen)
- 2006–2007: The Class (19 Folgen)
- 2009–2010: Eastwick (zwölf Folgen)
- 2010: The Pacific (zwei Folgen)
- 2010: Numbers – Die Logik des Verbrechens (Numb3rs, Folge 6x15)
- 2010–2012, 2018 The Walking Dead (20 Folgen)
- 2012: Harry’s Law (Folge 2x21)
- 2012, 2017: Robot Chicken (zwei Folgen)
- 2013: Mob City (sechs Folgen)
- 2015: SuperMansion (drei Folgen)
- 2015: Show Me a Hero (vier Folgen)
- 2016: Marvel’s Daredevil (zwölf Folgen)
- 2017–2019: Marvel’s The Punisher (26 Folgen)
- 2018–2019: Unbreakable Kimmy Schmidt (zwei Folgen)
- 2021: The Premise (eine Folge)
- 2022: We Own This City (sechs Folgen)
- 2022: American Gigolo (acht Folgen)
- 2022–2023: The Bear: King of the Kitchen (drei Folgen)
- seit 2025: Daredevil: Born Again

## Videospiele
- 2015: Call of Duty: Advanced Warfare als spielbarer Charakter im Spielmodus Exo Zombies.
- 2017: Tom Clancy’s Ghost Recon Wildlands als Cole D. Walker in Mission „Operation Oracle“
- 2019: Tom Clancy’s Ghost Recon Breakpoint als Cole D. Walker

## Auszeichnungen
- 2011: Nominierung für den Scream Award in der Kategorie Beste Breakout-Performance für The Walking Dead
- 2014: Nominierung für den Gold Derby Award in der Kategorie Bestes Ensemble für The Wolf of Wall Street
- 2014: Nominierung für den Seattle Film Critics Award in der Kategorie Bestes Ensemble für The Wolf of Wall Street
- 2018: Nominierung für den Saturn Award in der Kategorie Bester TV-Hauptdarsteller für Marvel’s The Punisher
- 2019: Nominierung für den Saturn Award in der Kategorie Bester Hauptdarsteller in einer Streamingproduktion für Marvel’s The Punisher
- 2024: Prime Time Emmy in der Kategorie Bester Gastdarsteller in einer Comedyserie für The Bear: King of the Kitchen